# Olof Genberg
Olof Andreas Genberg, född 28 januari 1904 i Undersåkers församling, Jämtlands län, död 9 februari 1993 i Oscars församling, Stockholm, var en svensk arkitekt. 
Genberg, som var son till fabrikör Anders Genberg och Brita Hedman, avlade arkitektexamen i Strelitz 1929, studerade vid Académie Colarossi i Paris 1930 och bedrev egen arkitektrörelse från 1931. Han var styrelseordförande i Scandinavian Hospital Design. Han ritade sjukhus och lasarett i bland annat Örnsköldsvik, Själevad, Sollefteå, Kramfors, Timrå och Sundsvall samt folkhögskola och andra skolanläggningar i bland annat Själevad, Nyland, Fränsta, Hålland, Sandö och Sundsvall. Han skrev artiklar i facktidskrifter om sjukhusuppbyggnad.